# مصطفی خمینی (باوی)
مصطفی خمینی، روستایی در دهستان عنافچه بخش مرکزی شهرستان باوی در استان خوزستان ایران است.

## جمعیت
بر پایه سرشماری عمومی نفوس و مسکن در سال ۱۳۹۵، جمعیت این روستا برابر با ۲۱۸ نفر (۵۵ خانوار) بوده است.